# Пэн Сяофэн
Пэн Сяофэ́н (кит. упр. 彭小枫, пиньинь Péng Xiǎofēng, род. в феврале 1945 года) — китайский генерал-полковник (июнь 2006 года).
Член КПК, член ЦКПД 16 созыва, член ЦК КПК 17 созыва.
В 2003—2009 годах политкомиссар Второго артиллерийского корпуса.
Генерал-майор (1997), генерал-лейтенант (2001).